# Ryan Fisher
Ryan Scott Fisher (ur. 7 września 1983 w Norco) – amerykański żużlowiec.

## Życiorys
Fisher na co dzień ściga się w brytyjskiej lidze żużlowej, gdzie startuje od 2002 roku. W 2014 roku reprezentuje barwy Coventry Bees oraz Peterborough Panthers. Amerykański zawodnik nie miał do tej pory zbyt wielu szans na starty w Polsce. Do tej pory podpisywał kontrakty warszawskie, ze Stalą Rzeszów (2010, wypożyczony do KMŻ Lublin), GTŻ Grudziądz (2011) oraz KMŻ Lublin (2012). W 2013 roku podpisał kontrakt z rawickim Kolejarzem.

## Przynależność klubowa
Wielka Brytania
- Coventry Bees (2002–2003)
- Oxford Cheetahs (2004)
- Belle Vue Aces (2007)
- Peterborough Panthers (2008)
- Edinburgh Monarchs (2008–2010)
- Coventry Bees (2008)
- Swindon Robins (2009)
- Ipswich Witches (2010)
- Coventry Bees (2011)
- Plymouth Devils (2012)
- King’s Lynn Stars (2012)
- Lakeside Hammers (2012)
- Peterborough Panthers (2012–)
- Coventry Bees (2014–)

Szwecja
- Rospiggarna Hallstavik (2003)
- Hammarby Sztokholm (2005)

Stany Zjednoczone
- Victorville Vikings (2007)

Polska
- Stal Rzeszów (2010)
  - KMŻ Lublin (2010, wyp.)
- GTŻ Grudziądz (2011)
- KMŻ Lublin (2012)
- RKS Kolejarz Rawicz (2013–)

Dania
- Fjelsted Speedway Klub (2012)
- Outrup Speedway Club (2013)

## Osiągnięcia
- Indywidualne mistrzostwa Stanów Zjednoczonych:
  - Federacja AMA:
    - 2001 – 3. miejsce
    - 2003 – 2. miejsce

- Drużynowe mistrzostwa Stanów Zjednoczonych:
  - 2007 – 3. miejsce

- Drużynowe mistrzostwa Wielkiej Brytanii:
  - 2002 – 3. miejsce
  - 2003 – 2. miejsce
  - 2009 – 2. miejsce

- Indywidualne mistrzostwa Walii:
  - 2009 – 2. miejsce
  - 2010 – 2. miejsce

- Drużynowe mistrzostwa Danii:
  - 2012 – 2. miejsce